# Hijokaidan
Hijokaidan ist eine Japanoise-Band mit wechselnden Formationen um den Bandleader Jojo Hiroshige. 1979 gegründet, gelten sie als das älteste und – neben Merzbow – langlebigste Projekt des Japanoise der ersten Generation.

## Diskografie (Auswahl)

### LPs
- 1982: Zoroku No Kibyo, Unbalance
- 1984: Viva Angel, Alchemy
- 1984: Live At Studio Ahiru, Mikawa
- 1986: King Of Noise, Alchemy
- 1987: Tapes, Alchemy
- 1987: Limited Edition, Alchemy
- 1988: No Paris – No Harm, Alchemy

### EPs
- 1983: A Tribute To Icchie, jojo
- 1997: Ferocity of Practical Life

### CDs
- 1989: Modern, Alchemy
- 1990: Romance, Alchemy
- 1991: Windom, Alchemy
- 2007: Borbetomagus & Hijokaidan Both Noise Ends Burning (Les Disques Victo)

### Kompilationen
- 1980: Shumatsu Shorijo, Unbalance
- 1985: Renkinjutsu, Alchemy
- 1987: Alchemism, Wechselbalg
- 1989: Alchemism 2, Wechselbalg
- 1994: Extreme Music From Japan, Susan Lawly

### Kassetten
- 1982: Originals, jojo
- 1983: Gokuaku No Kyoten, jojo

### Videoalben
- 1988: Live And Confused, Alchemy
- 1989: Do You Remember Piss Factory?, Alchemy